# ميم (جمعية)
ميم أو باختصار م هي مجموعة أو جمعية لبنانية تأسست في آب/أغسطس من 2007 وتُحاول الدفاع عن حقوق المثليين في لبنان وفي العالم العربي. منذ نشأتها؛ عُرفت المنظمة بكثير من الأسماء بما في ذلك مجموعة مؤازرة المرأة المثليّة أو حتّى دعم مجموعة النساء المثليات. حقّقت المنظمة شهرة لا بأس به كما استطاعت جلب أزيد من 200 شخص للانخراط في عضويتها في وقت قصير.
تشكلّت المجموعة باعتبارها فرع من جمعية حلم التي بدأت في عام 2002 في لبنان والتي تُعدّ أول منظمة تعنى بالمثليين في العالم العربي.

## أصل الاسم
يُشير اسم الجمعية ميم إلى عدّة دلالات من بينها أن هذا الحرف هو الحرف الأول في كلمة مثلية. قد يعني كذلك الحرف الأول في تعبير مجموعة دعم النساء المثليات. يُستعمل هذا الحرف في الكثير من بلدان العالم العربي للإشارة إلى السحاقيات.

## الهدف
تعملُ المنظمة على تقديم الدعم اللازم لمجتمع المثليين كما تُحاول تقديم الإرشاد النفسي وتركّز في نشاطها على الدعم القانوني هذا فضلا عن توفير فرص التغيير الاجتماعي. تستضيف كذلك جمعية ميم مقرًا يُعدّ بمثابة مركز نشاط المجتمع المثلي في بيروت. بشكل عام فإنّ الهدف من ميم هو خلق مساحة آمنة في لبنان حيث يُمكن للمثليات التحدث ومناقشة القضايا وتبادل الخبرات والعمل على تحسين حياتهن وأنفسهن دون خطر التعرض للضرب أو الاعتداء أو أي شيء من هذا القبيل.

## العضوية
تقتصر العضوية في جمعية ميم على النساء اللبنانيات في أي مكان في العالم أو الاتي يعشن في لبنان من أي جنسية.

## المنشورات
نشرت المنظمة التي يقع نقرها في بيروت بحلول عام 2009 كتابًا بعنوان بريد مستعجل. الكتاب مُتاح باللغتين الإنجليزية والعربية وهو عبارة عن مجموعة قصصية (41 قصة) حقيقية لمثليات وثنائيات ميول جنسية من جميع أنحاء لبنان.